# Jurij Młynk
Jurij Młynk, (ur. 13 kwietnia 1927 w Šunow – niem. Schönau k. Kamjenca, zm. 16 czerwca 1971 w Dreźnie) – łużycki poeta, historyk literatury i teatru, tłumacz. Propagator literatury polskiej na Łużycach. 

## Życiorys
Studiował germanistykę na Uniwersytecie Wrocławskim oraz bohemistykę i sorabistykę Uniwersytecie w Lipsku. Od 1960 pracował w Instytucie Sebskim w Budziszynie. 
Po opublikowaniu tomów poetyckich Do swětła (1955) i Štož lubuju (1959) poświęcił się pracy nad bibliografią piśmiennictwa łużyckiego, także studiom nad teatrem - Sto lět serbskeho dźiwadła (1962) i literaturą ojczystą: Skicy k stawiznam serbskeje literatury (1956), monografia Jakub Lorenc-Zalěski (1962). Autor antologii Słowjanske literatury (tom 1-2 1960–1961), do której część utworów sam przełożył. Współautor podręczników Wučbnica za stawizny serbskeje literatury (1958) i Serbska literatura kónc 50. a spočatk 60. lět (1963).